# Bortom horisonten (film, 1937)
Bortom horisonten (engelska: Lost Horizon) är en amerikansk äventyrs-fantasyfilm från 1937 i regi av Frank Capra. Den är en filmatisering av James Hiltons roman Lost Horizon om paradiset Shangri-La från 1933 med filmmanus av Robert Riskin. Filmen omgärdades av många problem som gjorde Capra ovän med flera inblandade personer. Produktionen drog över budgeten med flera hundratusen dollar. Columbia Pictures försökte senare korta ned filmen vid flera tillfällen vilket ledde till att Capra framgångsrikt stämde bolaget för att ha agerat utan hans tillåtelse. Filmen har senare klippts om vid flera tillfällen, bland annat 1952 för att minska uppfattade kommunistideal.
Filmen tilldelades två Oscars för bästa scenografi och bästa klippning. Den finns sedan 2016 bevarad i amerikanska National Film Registry.

## Handling
1935. Ett flygplan med evakuerade personer från ett Kina i revolution kraschlandar djupt inne i Himalaya. De räddas av ett följe som tar dem till den idylliska dalen Shangri-La, och många av passagerarna kommer snabbt att älska platsen. En av dem, Robert Conway, får snart veta att det hela inte varit någon tillfällighet. Han har valts ut för ett särskilt syfte.

## Rollista
- Ronald Colman - Robert Conway
- Jane Wyatt - Sondra
- Edward Everett Horton - Lovett
- John Howard - George Conway
- Thomas Mitchell - Barnard
- Margo - Maria
- Isabel Jewell - Gloria
- H.B. Warner - Chang
- Sam Jaffe - High Lama

## Fotnoter
1. ↑  ”Arkiverade kopian”. Arkiverad från originalet den 6 december 2018. https://web.archive.org/web/20181206102350/https://www.festival-cannes.com/en/69-editions/retrospective/2014/actualites/articles/cannes-classics-lost-horizon-the-edits-the-cuts-and-the-restoration. Läst 5 december 2018.
2. ↑  http://time.com/4600173/national-film-registry-announcement-2016-films/